# Fazer
A Fazer ['fɑtsɛr] cég az egyik legnagyobb élelmiszeripari cég Finnországban. Termékei közé elsősorban az édesipari termékek (csokoládék, cukorkák) tartoznak. A Fazer-konszernhez napjainkban 4 alegység tartozik:
- Fazer Amica
- Fazer Leipomot (pékségek)
- Candyking (2007 végén eladták)
- Fazer Venäjä (az orosz piac felé nyitva)

2000-ben a svéd Cloetta AB-vel egyesültek, így Cloetta Fazer néven is jelen vannak a piacon.
Karl Fazer (1866-1932) svájci származású, de már Finnországban született gyáros 1891. szeptember 17-én alapította meg francia-orosz cukrászdáját Helsinkiben a Kluuvikatu 3. szám alatt. 1898-ban egy új gyárral bővült a cég: egy karamellgyárral. 1908-ban a Kluuvikatui cég helyén új épület épült. 10 évvel később a cég már az egész negyedet birtokolta.

## Fazer termékek
- Pihlaja (1895, 1982-ig Pihlajanmarja néven)
- Mignon (1896)
- Kiss-Kiss (1897)
- Liköörikonvehti (1900)
- Finlandia (korábban Kruunajaismarmeladi néven - 1902)
- Wiener Nougat (1904)
- Krapu (1908)
- Geisha (1908)
- Orange (Appelsiini néven - 1910)
- Islanti (1910)
- Da Capo (1916)
- Taloussuklaa (1917)
- Eucalyptus (1919)
- Fazerin Sininen (1922)
- Lakta (1926)
- Laku-Pekka (1927)
- Avec (kezdetben Ranskalaiset pastillit néven - 1929)
- Vihreät kuulat (1929, korábban Päärynäkuulat néven - 1908)
- Fazerin Parhaat (1935)
- Tosca (1936)
- Dumle (Svédországban 1945-től, Finnországban 1985-től Tikkis néven; Finnországban karamellel 1988-tól)
- Rex (1950)
- Fazerina (1953)
- Amerikkalaiset pastillit (1953)
- Jim (1958)
- Fami (1960–1986, 2007-től újra)
- Pantteri (1961)
- Suffeli (1966)
- Fazermint (1969)
- Kismet (1974)
- Marianne (1949)
- Pax (1947–1991, 2007-től újra)

## Fazer a világ körül
- Finnország, Oy Karl Fazer Ab
- Svédország, Fazer AB
- Oroszország, Fazer LLC
- Észtország, Fazer Eesti AS
- Lettország, Fazer Latvija SIA
- Litvánia, UAB Fazer Lietuva

## Külső hivatkozások
- Fazer Group
- Fazer.fi
- Fazer leipomot
- Fazer makeiset
- Candyking